# Martin Vácha
Martin Vácha (* 19. února 1963) je bývalý český fotbalista, brankář.

## Fotbalová kariéra
V české lize hrál za FK Švarc Benešov. Nastoupil v 19 ligových utkáních. Ve druhé lize hrál za VTJ Tábor a BSS Brandýs nad Labem.

## Ligová bilance
| Ročník                          | Zápasy | Góly | Klub             |
| ------------------------------- | ------ | ---- | ---------------- |
| 1. česká fotbalová liga 1994/95 | 19     | 0    | FK Švarc Benešov |
| CELKEM                          | 19     | 0    |                  |